# Relações entre Japão e Nepal
As relações entre Japão e Nepal são relações externas entre o Japão e o Nepal. As relações diplomáticas entre os dois países foram estabelecidas em 28 de setembro de 1956. O Japão tem uma embaixada em Katmandu, enquanto que o Nepal possui uma embaixada em Tóquio.

## História
Embora as relações formais tenham sido estabelecidas em 1956, os laços culturais entre o Nepal e o Japão datam de muito tempo atrás, antes de o contato direto das pessoas ter começado em 1899.

## Assistência japonesa
Grande parte da ajuda ao Nepal é entregue em cooperação com o Banco Asiático de Desenvolvimento. O Japão é um dos maiores doadores de ajuda ao Nepal. Em maio de 2009, o Japão prestou o seguinte nível de assistência financeira e doações ao Nepal:
- Empréstimos: 58,4 bilhões de ienes
- Subsídios: 13,6 bilhões de ienes
- Cooperação técnica: 42,6 bilhões de ienes

Exemplos de assistência japonesa também incluem:
- Em 2001, o Japão ofereceu um empréstimo de até 5.494 milhões de ienes para a construção da estação de tratamento de água Mahankal - Melanchi para Katmandu.[6]
- Em 2004, o Japão concedeu um empréstimo de US $ 160 milhões (50% da assistência externa total ao projeto) para o maior projeto hidrelétrico do Nepal chamado Kali Gandaki.[7]
- Em 2004, o Japão concordou em cancelar um empréstimo de cerca de US $ 200 milhões para o Nepal, usado para financiar projetos de desenvolvimento.  O dinheiro deveria ser desviado para esquemas de redução da pobreza.[4]
- Em 2007, em cooperação com o Banco Asiático de Desenvolvimento e o governo holandês, o Japão forneceu US$ 600.000 para desenvolver o setor de abastecimento de água e saneamento em pequenas cidades do Nepal.[8]
- Em 2008, o Japão concedeu US$ 750.000 para ajudar o Nepal na preparação de um projeto para melhorar a qualidade dos serviços de transporte aéreo.[9]

### Defesa
Em 2007, o Japão enviou tropas de autodefesa ao Nepal como parte de uma missão das Nações Unidas para ajudar a implementar um acordo de paz.